# Daidō (Ära)
Daidō (japanisch 大同) ist eine japanische Ära (Nengō) von  Juni 806 bis September 810 nach dem gregorianischen Kalender. Der vorhergehende Äraname ist Enryaku, die nachfolgende Ära heißt Kōnin. Die Ära fällt in die Regierungszeit der Kaiser (Tennō) Heizei und Saga. Mit dieser Ära beginnt die Heian-Zeit.
Der erste Tag der Daidō-Ära entspricht dem 8. Juni 806, der letzte Tag war der 19. Oktober 810. Die Daidō-Ära dauerte vier Jahre oder 1595 Tage.

## Ereignisse
- 807 Kompilation des Kogo Shūi durch Inbe no Hironari
- 810 Einrichtung der Chronistenbehörde (蔵人所) durch Saga Tennō